# Lijst van inheemse mieren in België
Er zijn 81 inheemse mierensoorten die de Belgische aardbodem bevolken. Alleen de inheemse mierensoorten worden hier opgelijst, niet de uitheemse soorten. 
| Wetenschappelijke naam       | Nederlandse naam    |
| ---------------------------- | ------------------- |
| Aphaenogaster subterranea    |                     |
| Camponotus fallax            |                     |
| Camponotus ligniperda        | Gewone Reuzenmier   |
| Camponotus piceus            |                     |
| Camponotus vagus             | Zwarte Reuzenmier   |
| Dolichoderus quadripunctatus |                     |
| Formica clara                | Duinbaardmier       |
| Formica cunicularia          | Bruine Baardmier    |
| Formica exsecta              | Gewone Satermier    |
| Formica foreli               |                     |
| Formica fusca                | Grauwzwarte renmier |
| Formica gagates              |                     |
| Formica lemani               |                     |
| Formica picea                | Veenmier            |
| Formica polyctena            | Kale Bosmier        |
| Formica pratensis            | Zwartrugbosmier     |
| Formica pressilabris         | Deuklipsatermier    |
| Formica rufa                 | Behaarde Bosmier    |
| Formica rufibarbis           | Rode Baardmier      |
| Formica sanguinea            | Bloedrode roofmier  |
| Formica truncorum            | Stronkmier          |
| Formicoxenus nitidulus       | Glanzende Gastmier  |
| Harpagoxenus sublaevis       |                     |
| Lasius alienus               | Mergelmier          |
| Lasius bicornis              | Langschubmier       |
| Lasius brunneus              | Boommier            |
| Lasius citrinus              | Langhaarmier        |
| Lasius distinguendus         | Korthaarmier        |
| Lasius emarginatus           | Muurmier            |
| Lasius flavus                | Gele Weidemier      |
| Lasius fuliginosus           | Glanzende houtmier  |
| Lasius jensi                 | Puntschubmier       |
| Lasius meridionalis          | Veldmier            |
| Lasius mixtus                | Wintermier          |
| Lasius myops                 | Kleinoogweidemier   |
| Lasius niger                 | Wegmier             |
| Lasius platythorax           | Hummusmier          |
| Lasius psammophilus          | Buntgrasmier        |
| Lasius sabularum             | Breedschubmier      |
| Lasius umbratus              | Schaduwmier         |
| Leptothorax acervorum        | Behaarde Slankmier  |
| Leptothorax muscorum         | Mosslankmier        |
| Manica rubida                |                     |
| Messor structor              |                     |
| Myrmecina graminicola        | Oprolmier           |
| Myrmica gallienii            | Zeggensteekmier     |
| Myrmica karavajevi           |                     |
| Myrmica lobicornis           | Kalme Steekmier     |
| Myrmica lonae                | Lepelsteekmier      |
| Myrmica rubra                | Gewone Steekmier    |
| Myrmica ruginodis            | Bossteekmier        |
| Myrmica rugulosa             | Kleinesteekmier     |
| Myrmica sabuleti             | Zandsteekmier       |
| Myrmica scabrinodis          | Moerassteekmier     |
| Myrmica schencki             | Kokersteekmier      |
| Myrmica specioides           | Duinsteekmier       |
| Myrmica sulcinodis           | Heidesteekmier      |
| Plagiolepis pygmaea          |                     |
| Polyergus rufescens          | Amazonemier         |
| Ponera coarctata             | Zwarte Staafmier    |
| Ponera testacea              | Bruine Staafmier    |
| Solenopsis fugax             | Diefmier            |
| Stenamma debile              | Gewone Drentelmier  |
| Stenamma westwoodii          | Engelse Drentelmier |
| Strongylognathus testaceus   | Sabelmier           |
| Tapinoma erraticum           | Mergeldraaigatje    |
| Tapinoma subboreale          | Heidedraaigatje     |
| Temnothorax affinis          | Boomslankmier       |
| Temnothorax albipennis       | Stengelslankmier    |
| Temnothorax corticalis       |                     |
| Temnothorax interruptus      |                     |
| Temnothorax nigriceps        | Rotsslankmier       |
| Temnothorax nylanderi        | Bosslankmier        |
| Temnothorax parvulus         |                     |
| Temnothorax unifasciatus     | Zwartbandslankmier  |
| Tetramorium atratulum        |                     |
| Tetramorium caespitum        | Zwarte Zaadmier     |
| Tetramorium impurum          | Bruine Zaadmier     |